# グロリエタの戦い
グロリエタの戦い（グロリエタのたたかい、英: Battle of Glorieta Pass）は、1862年3月26日から3月28日にニューメキシコ準州北部で戦われた、南北戦争中のニューメキシコ作戦における決定的な戦闘のことである。

## ニューメキシコ戦役
アメリカ連合国は1862年、現代のアリゾナ州とニューメキシコ州の南半分を含むアメリカ連合国アリゾナ準州を、合衆国脱退の後に組織した。この戦略的な目的は、カリフォルニア州に残るアメリカ連合国支持者への陸運経路を確保するためで、ニューメキシコ戦役はそれに伴って重要な陸路の妨害を防ぐために、西部の合衆国軍を追い出すことにあった。
ニューメキシコ戦役の司令官は、アメリカ連合国のヘンリー・ホプキンス・シブレー准将と彼の信頼のおける仲間フィリップ・リッチバーグ、対する合衆国軍の司令官はエドワード・キャンビー大佐だった。当初の使命はクレイグ砦の占領だったシブレーは、2月のヴァルヴァードの戦いにおいてキャンビーの裏をかいて勝利し、キャンビーを彼の要塞へと押し戻しており、3月10日にはサンタフェを占領すべくリオグランデ川流域沿いに進軍した。クレイグ砦は、シブレーへのテキサスからの物資の支援を妨げる場所として残っていた。シブレーは、師団司令部をアルバカーキの合衆国軍が撤退した後の駐屯地に設置した。
3月、シブレーは、200から300名のテキサス人で編成された連合国部隊を派遣。チャールズ・L・パイロン少佐の指揮のもと、部隊は偵察のためにグロリエタ峠を越えた。グロリエタ峠は、サンタフェの南東、サングレ・デ・クリスト山脈の南端に位置するサンタフェ・トレイル上の戦略的に重要な地点だった。この峠を支配することは、連合国軍がグレートプレーンズへの足がかりをつかみ、レイトン峠を越えた北方のルートに沿って、合衆国軍の最後の砦であるユニオン砦への攻撃を可能にすることを意味していた。

## 戦闘
連合国側のテキサス人の軍はチャールズ・L・パイロンとウィリアム・リード・スカリーに率いられ、合衆国軍は第一コロラド志願兵部隊のジョン・P・スロウ大佐と、ジョン・チヴィントン少佐指揮下の軍隊に率いられた。
パイロンの300名の部隊は、グロリエタ峠の一端のアパッチ峡谷に野営した。チヴィントンは418名の兵士を率いて峠へ向かい、3月26日朝に攻撃を開始した。午後、チヴィントンの部隊は数名の兵士を捕らえ、その背後に本隊が控えていることを見つけた。チヴィントンの軍は本隊へと突進したが、大砲による激しい攻撃で撤退を強いられる。のちチヴィントンは兵士を再び結集し、峠の両側に軍勢を分割、連合国軍に対して十字砲火を浴びせ、降参させた。
パイロンは2.5キロほど後退して、チヴィントン指揮下の軍勢が現れる前に、峠の狭い部分に守備陣地を整えた。合衆国軍は再びパイロンの部隊を側面から攻撃し、縦射によって攻め立てた。この攻撃を受けて連合国軍はさらに後退、合衆国騎馬隊は猛攻を続け、後方の部隊を捕らえる。チヴィントンはその時後方へ下がり、コジオウスキーズ牧場の野営地に退いた。彼のこの小さな勝利は、スロウの軍隊の士気を鼓舞した。
翌日は両軍とも援軍が到着するまで交戦はなかった。ウィリアム・R・スカリー中佐の部隊は、合衆国政府への反抗者で1,100名にまで膨れ上がった。一方の合衆国軍のジョン・P・スロウ大佐は、900名以上の兵士を率いて到着し、合衆国軍の兵力は1,300名になった。スロウとスカリーの両者とも、28日早くには攻撃を仕掛ける予定だった。スカリーが峡谷を下って進軍するとそこに接近する合衆国軍を見つけ、彼は下馬した騎馬隊も含めて戦列を組んだ。スロウは午前11時前に連合国軍に攻撃を開始し、連合国軍は一歩も譲らず午後の間戦闘は続いた。
スロウが最初ピジョンズ牧場に、次にコジオウスキーズ牧場に撤退して、戦闘は終了した。スカリーの軍はすぐに戦場から撤収し、戦いに勝ったと信じていた。しかし、彼は、ニューメキシコ州志願兵のマヌエル・チャベス中佐に案内されたチヴィントンの軍が、戦場を避けて遠回りの行軍をし、さらにジョンソンズ牧場のスカリーのすべての物資とラバを破壊した痕跡を見つける。スカリーはテキサス州サンアントニオに戻る長旅の最初の手段として、サンタフェへと撤退する他に選択肢はなかった。合衆国軍はこうして勝利し、南西部へのさらなる連合国軍の侵略を食い止めた。グロリエタの戦いは、ニューメキシコ準州における戦争の分かれ目であった。キャンビーは彼の勝利の3日後、准将に昇格、チヴィントンは英雄として称えられた。
戦場の一部はペコス国定歴史公園に保存されている。